# Charophyta
 (mai 2013).
Division
Les Charophyta ou Charophytes, sont une division d'algues vertes de répartition mondiale, généralement considérée comme le groupe frère des Parenchymophytes, voire des Embryophytes au sein des Plasmodesmophytes. Cette division comprend 81 espèces.

## Description

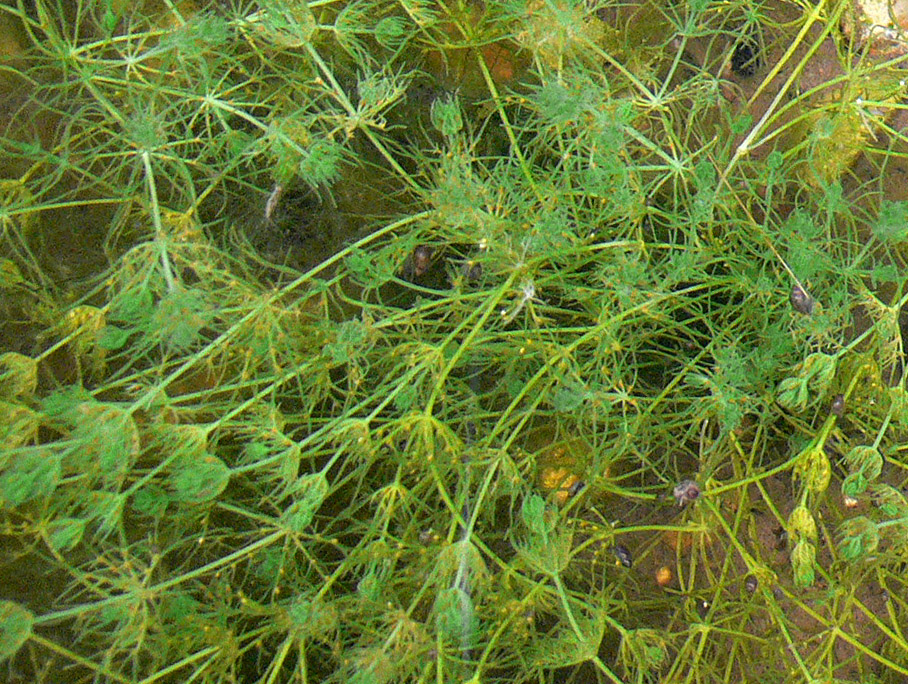
Chara sp.

L'algue s'organise sous la forme d'un appareil végétatif organisé en une succession de nœuds et d'entre-nœuds. Leur fronde est formée de cladomes ramifiés portant chacun un axe à croissance terminale. Cette croissance s'effectue par une cellule initiale qui forme des segments par cloisonnements successifs. À chaque division d'une cellule apicale, une cellule fille reste petite et se divise périclinalement pour donner les cellules nodales qui peuvent générer de nouvelles cellules apicales, tandis que l'autre forme la cellule internodale et s'agrandit. Les cellules basales génèrent des filaments corticants. Les parois cellulaires peuvent se calcifier. Comme chez certaines Rhodophytes, il existe à chaque nœud un verticille de pleuridies (rameaux courts). Les Charophytes possèdent dans leurs cellules internodales une vacuole très développée. Les molécules d'actine et de myosine interagissent et créent des courants longitudinaux dans le cytoplasme. Les péroxysomes des Charophytes possèdent l'enzyme glycolate oxydase, capable d'oxyder le phosphoglycolate en glyoxylate. Cela permet à l'algue de récupérer de l'énergie. Les chloroplastes sont discoïdes et dépourvus de pyrénoïdes. Il existe aussi des leucoplastes et des chromoplastes. Les rhizoïdes sont générés par les cellules nodales de la base de la plante. Les rhyzoïdes peuvent contenir de l'amidon.

## Reproduction

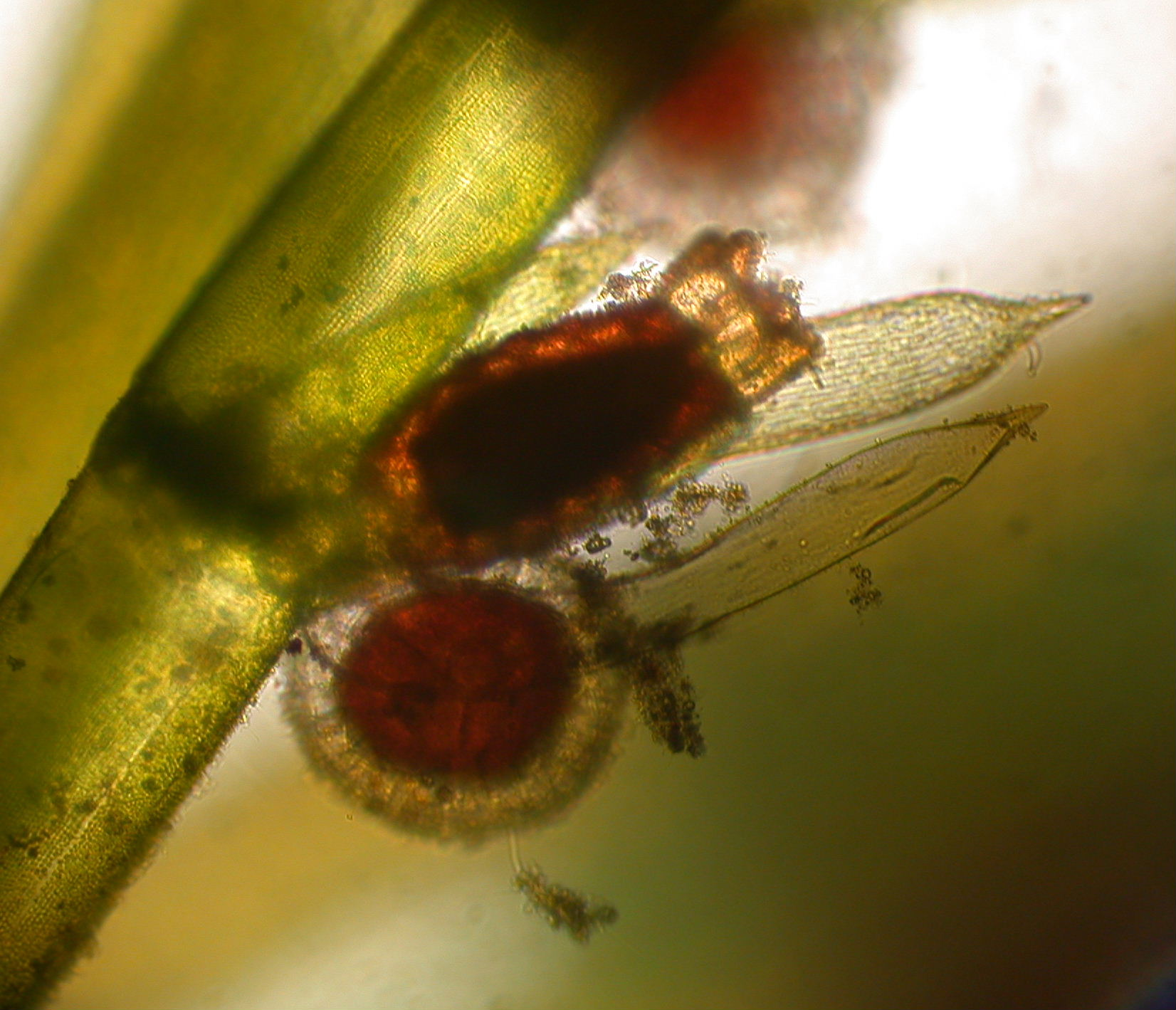
Structure de l'oogone de charophyte.

Les Charophytes peuvent être monoïques ou dioïques. C'est au niveau d'un nœud situé sur un rameau court, à l'aisselle d'une pleuridie, que se forment les anthéridies et les oogones (les archégones sont inexistantes). Elles sont entourées de petites structures unicellulaires, les bractées. Les anthérozoïdes, biflagellés comme chez la plupart des Bikontes, sont remarquablement complexes et de forme hélicoïdale, comme chez les Bryophytes lato sensu. Ils se forment dans les spermatocystes, eux-mêmes issus de structures en forme d'écusson correspondant aux cellules externes provenant de la division d'une cellule initiale. Leur noyau est allongé et occupe presque tout l'espace de l'anthérozoïde. Les oosphères se forment aux mêmes nœuds que les anthéridies et sont situées au-dessus chez les espèces monoïques. elles sont entourées de 5 cellules issues des divisions de l'oogone, allongées en filaments disposés en spirale, et surmontées de 5 cellules apicales formant la coronule. Cela permet de ménager une ouverture pour les anthérozoïdes. Ceux-ci accèdent donc à l'ovule par oogamie et zoïdogamie. La fécondation génère le zygote, c'est-à-dire le sporophyte. Celui-ci s'entoure d'une paroi, se charge d'amidon (cela forme l'oospore) et se développe au fond de l'eau, dans la vase, une fois relâché par le gamétophyte après la fécondation. La germination a lieu à la saison favorable et le noyau subit la méiose. Une cellule uninuclée et une grosse cellule trinuclée et bourrée d'amidon se forment alors. La première donnera naissance à un nouvel individu et la seconde sert de réserve. La petite cellule forme ensuite un rhyzoïde et un protonéma (un filament chloroplastique) qui au fil des divisions donnera un individu adulte.

## Écologie
Ces plantes sont toutes aquatiques. La plupart vivent en eau douce, mais Chara baltica vit en eau saumâtre, au niveau de la mer Baltique. Les Charophytes forment des pelouses au fond de l'eau. Elles peuvent survivre sur un rocher mais sont incapables de se développer hors de l'eau. Cela est dû à l'absence de phase diploïde qui se formerait par mitoses et qui pourrait être terrestre. En effet un tel cycle, dit digénétique, permet de séparer la phase aquatique durant laquelle a lieu la gamétogenèse. Les Charophytes perçoivent l'orientation de la gravité (graviperception) grâce à des cristaux de sulfates de baryum BaSO4, qui sédimentent de façon spontanée suivant la gravité.

## Évolution et phylogénie
Suivant les anciennes classifications il s'agit du groupe le plus dérivé de l'embranchement des Chlorophycophytes. Elles  partagent en effet des caractères avec les Bryophytes stricto sensu, comme les anthérozoïdes de forme spiralée. La phase gamétophytique haploïde est dominante par rapport à la phase sporophytique diploïde : en effet le zygote subit la méiose  immédiatement après sa fécondation. Le cycle est donc monogénétique haplophasique. Cette caractéristique se retrouve chez certaines embryophytes, les plus basales, comme les Marchantiophytes, les Anthocérotes et les Bryophytes stricto-sensu. Chez les Embryophytes il s'agit d'un caractères ancestral. Les Charophytes sont parmi les plantes les plus proches des Embryophytes ou plantes terrestres. Certains considèrent que les Coleochaetophytes et les Zygnématophytes sont incluses dans les Charophytes. Suivant cette conception, les Charophytes seraient paraphylétiques car les plantes terrestres seraient issues des Charophytes. D'autres séparent les charophytes de ces groupes et dans ce cas, les Coléochaetophytes sont les organismes les plus proches des plantes terrestres.  Les Charophytes partagent avec les plantes terrestres plusieurs enzymes.
Une Charophyte fossile, Praesicidium silurucum, a été retrouvée dans des terrains datés du Silurien (-420 millions d'années). Les groupes actuels de Charophytes se sont séparés au Trias. Des oospores calcifiées de Chara se trouvent parfois dans les sédiments.

## Liste des classes
Selon AlgaeBase (3 avril 2018) :
- classe des Charophyceae Rabenhorst
- classe des Chlorokybophyceae K.Bremer
- classe des Coleochaetophyceae C.Jeffrey
- classe des Conjugatophyceae Engler
- classe des Klebsormidiophyceae C.Hoek, D.G.Mann & H.M.Jahns
- classe des Mesostigmatophyceae Marin & Melkonian

Remarque : ITIS (4 avril 2018) envisage une superdivision Charophyta ne contenant que :
- division Charophyta

Selon ITIS (4 avril 2018) division Charophyta :
- classe des Charophyceae
- classe des Chlorokybophyceae
- classe des Coleochaetophyceae
- classe des Conjugatophyceae
- classe des Klebsormidiophyceae
- classe des Mesostigmatophyceae

Selon Paleobiology Database (1 mai 2013) :
- classe des Charophyceae

Selon World Register of Marine Species (7 février 2025) :
- classe des Charophyceae
- classe des Conjugatophyceae
- classe des Klebsormidiophyceae
- classe des Zygnematophyceae

## Sources
- James E. Graham, Lee W. Wilcox et Linda E. Graham, 30 octobre 2008 , Algae  (ISBN 978-0321559654)
- Ulrich Lüttge, Manfred Kluge et Gabriela Bauer, avril 2002, Botanique éditeur TEC ET DOC,   (ISBN 2743004126).
- Murray Nabors, juillet 2011, Biologie végétale, Structures, fonctionnement, écologie et biotechnologies  (ISBN 978-2-7440-7567-4)